# Флоренски човек
Флореският човек (Homo floresiensis) е вид от род Хора (Homo), останки от който са открити през 2003 г. на остров Флорес, Индонезия. Той е забележителен с дребното си тяло, малкия си мозък и сравнително късното си изчезване.
Според наличните данни видът е обитавал остров Флорес преди 94 до 13 хил. години, като дълго време е съжителствал с Homo sapiens. Преобладаващото мнение е, че това е отделен вид, въпреки че някои хипотези го определят като подвид на съвременния човек.
По външен вид Homo floresiensis силно наподобяват Homo erectus, от който се смята че произлизат, но са много по-дребни. Според наличните данни ръстът на възрастните представители е около 1 m, а теглото им – около 25 kg. Тe имат относително дълги ръце, може би за да се катерят по дърветата при опасност.
Мозъкът на Homo floresiensis е около 380 cm³, близо до долната граница на обичайното за шимпанзетата и австралопитеците и значително по-малък, отколкото при техния непосредствен предшественик Homo erectus (980 cm³) и съвременния човек (1310 – 1475 cm³). Въпреки това съотношението на масата на мозъка и тялото е подобно на това при Homo erectus, което подсказва, че те трябва да са имали сравнително запазена интелигентност. Археологическите данни показват, че Homo floresiensis използват огън за готвене, както и каменни сечива.
|  | Тази страница частично или изцяло представлява превод на страницата Homo floresiensis в Уикипедия на английски. Оригиналният текст, както и този превод, са защитени от Лиценза „Криейтив Комънс – Признание – Споделяне на споделеното“, а за съдържание, създадено преди юни 2009 година – от Лиценза за свободна документация на ГНУ. Прегледайте историята на редакциите на оригиналната страница, както и на преводната страница, за да видите списъка на съавторите. ВАЖНО: Този шаблон се отнася единствено до авторските права върху съдържанието на статията. Добавянето му не отменя изискването да се посочват конкретни източници на твърденията, които да бъдат благонадеждни. |